# William Thomas Bland

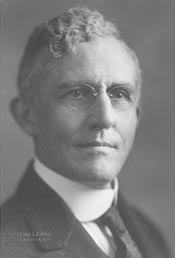
William Thomas Bland

William Thomas Bland (* 21. Januar 1861 in Weston, Lewis County, Virginia; † 15. Januar 1928 in Orlando, Florida) war ein US-amerikanischer Politiker. Zwischen 1919 und 1921 vertrat er den Bundesstaat Missouri im US-Repräsentantenhaus.

## Werdegang
Der im heutigen West Virginia geborene William Bland war ein Enkel des Kongressabgeordneten John G. Jackson (1777–1825) aus Virginia sowie ein Cousin von James M. Jackson (1825–1901), der für West Virginia im US-Repräsentantenhaus saß. Er studierte bis 1883 an der University of West Virginia in Morgantown. Nach einem anschließenden Jurastudium an der gleichen Universität und der University of Virginia in Charlottesville sowie seiner 1885 erfolgten Zulassung als Rechtsanwalt begann er in Weston in diesem Beruf zu arbeiten.
Im Jahr 1887 zog Bland nach Atchison in Kansas. Im dortigen Atchison County war er in den Jahren 1890 bis 1892 als Staatsanwalt tätig. 1894 wurde er Bürgermeister der Stadt Atchison. Zwischen 1896 und 1901 amtierte Bland als Richter im zweiten Gerichtsbezirk von Kansas. Im Jahr 1901 begann er im Medikamentenhandel zu arbeiten. Seit 1904 lebte er in Kansas City (Missouri), wo er bis 1917 weiterhin in dieser Branche tätig war. Danach stieg er in das Bankgewerbe ein.
Gleichzeitig begann Bland als Mitglied der Demokratischen Partei eine politische Laufbahn. Zwischen 1909 und 1918 war er Vorsitzender der Kommission zur Verbesserung der Hafenanlagen von Kansas City. Er war auch einer der Direktoren einer bundesweiten Einrichtung zur Betreuung der Flüsse und Häfen (National Rivers and Harbors Congress). Bland fungierte auch als Vizepräsident der Mississippi Valley Waterway Association. Von 1912 bis 1918 gehörte er dem Bildungsausschuss der Stadt Kansas City an; später wurde er dessen Vorsitzender.
Bei den Kongresswahlen des Jahres 1918 wurde Bland im fünften Wahlbezirk von Missouri in das US-Repräsentantenhaus in Washington, D.C. gewählt, wo er am 4. März 1919 die Nachfolge von William Patterson Borland antrat. Da er im Jahr 1920 dem Republikaner Edgar C. Ellis unterlag, konnte er bis zum 3. März 1921 nur eine Legislaturperiode im Kongress absolvieren. In dieser Zeit wurden der 18. und der 19. Verfassungszusatz ratifiziert. Dabei ging es um das Verbot des Handels mit alkoholischen Getränken sowie die bundesweite Einführung des Frauenwahlrechts.
Nach seinem Ausscheiden aus dem US-Repräsentantenhaus zog William Bland noch im Jahr 1921 nach Orlando in Florida, wo er in der Bankenbranche arbeitete. Außerdem war er drei Jahre lang Mitglied im Vorstand der städtischen Versorgungsbetriebe. Er starb am 15. Januar 1928 in Orlando.